# Lo spazio bianco (film)
Lo spazio bianco è un film del 2009 diretto da Francesca Comencini, tratto dall'omonimo romanzo di Valeria Parrella.
Il film è uscito nelle sale cinematografiche italiane il 16 ottobre 2009.

## Trama
Maria (Margherita Buy) aspetta una bambina, non è più incinta ma aspetta lo stesso. Aspetta che sua figlia nasca, o muoia. E se c'è una cosa che Maria non sa fare è aspettare. È per questo che i tre mesi che deve affrontare, sola, nell'attesa che sua figlia Irene esca dall'incubatrice, la colgono impreparata. Abituata a fare affidamento esclusivamente sulle proprie forze e a decidere con piena autonomia della propria vita, Maria si costringe ad un'apnea passiva che esclude il mondo intero, si imprigiona nello spazio bianco dell'attesa. Ad aiutarla in questo travagliato percorso saranno le sue colleghe di sventura: altre madri che come lei attendono che i loro bambini comincino a vivere.

## Riconoscimenti
- 2010 - David di Donatello
  - Nomination Migliore attrice protagonista a Margherita Buy
- 2010 - Nastro d'argento
  - Migliore montaggio a Massimo Fiocchi
  - Nomination Regista del miglior film a Francesca Comencini
  - Nomination Migliore attrice protagonista a Margherita Buy
  - Nomination Miglior sonoro a Alessandro Zanon
- 2010 - BIF&ST
  - Premio Tonino Guerra a Valeria Parrella e Francesca Comencini
  - Premio Anna Magnani a Margherita Buy
  - Premio Giuseppe Rotunno a Luca Bigazzi
- 2009 - Festival di Venezia
  - Premio Pasinetti al miglior film a Francesca Comencini
  - Premio Pasinetti alla migliore attrice a Margherita Buy
  - Premio FEDIC a Francesca Comencini
  - Premio Air For Film Fest a Francesca Comencini
  - Premio Gianni Astrei a Francesca Comencini
  - Nomination Leone d'oro a Francesca Comencini